# Aderus surinamensis
Aderus surinamensis es una especie de coleóptero de la familia Aderidae. Fue descrita científicamente por Maurice Pic en 1939.

## Distribución geográfica
Habita en Surinam.